# Acta Biotechnologica
Acta Biotechnologica war eine 1981 gegründete wissenschaftliche Fachzeitschrift für Biotechnologie. 2003 ist sie in Engineering in Life Sciences aufgegangen.